# Longeville-sur-Mogne
Longeville-sur-Mogne é uma comuna francesa na região administrativa de Grande Leste, no departamento de Aube. Estende-se por uma área de 4,15 km². Em 2010 a comuna tinha 155 habitantes (densidade: 37,3 hab./km²).